# Castiglione in Teverina
Castiglione in Teverina est une commune italienne d'environ 2 300 habitants, située dans la province de Viterbe, dans la région Latium, en Italie centrale.

## Administration
| Période                                  | Période | Identité | Étiquette | Qualité |
| ---------------------------------------- | ------- | -------- | --------- | ------- |
|                                          |         |          |           |         |
| Les données manquantes sont à compléter. |         |          |           |         |

### Hameaux
Sermugnano, Vaiano

### Communes limitrophes
Bagnoregio, Civitella d'Agliano, Lubriano, Orvieto